# Donna McGettigan

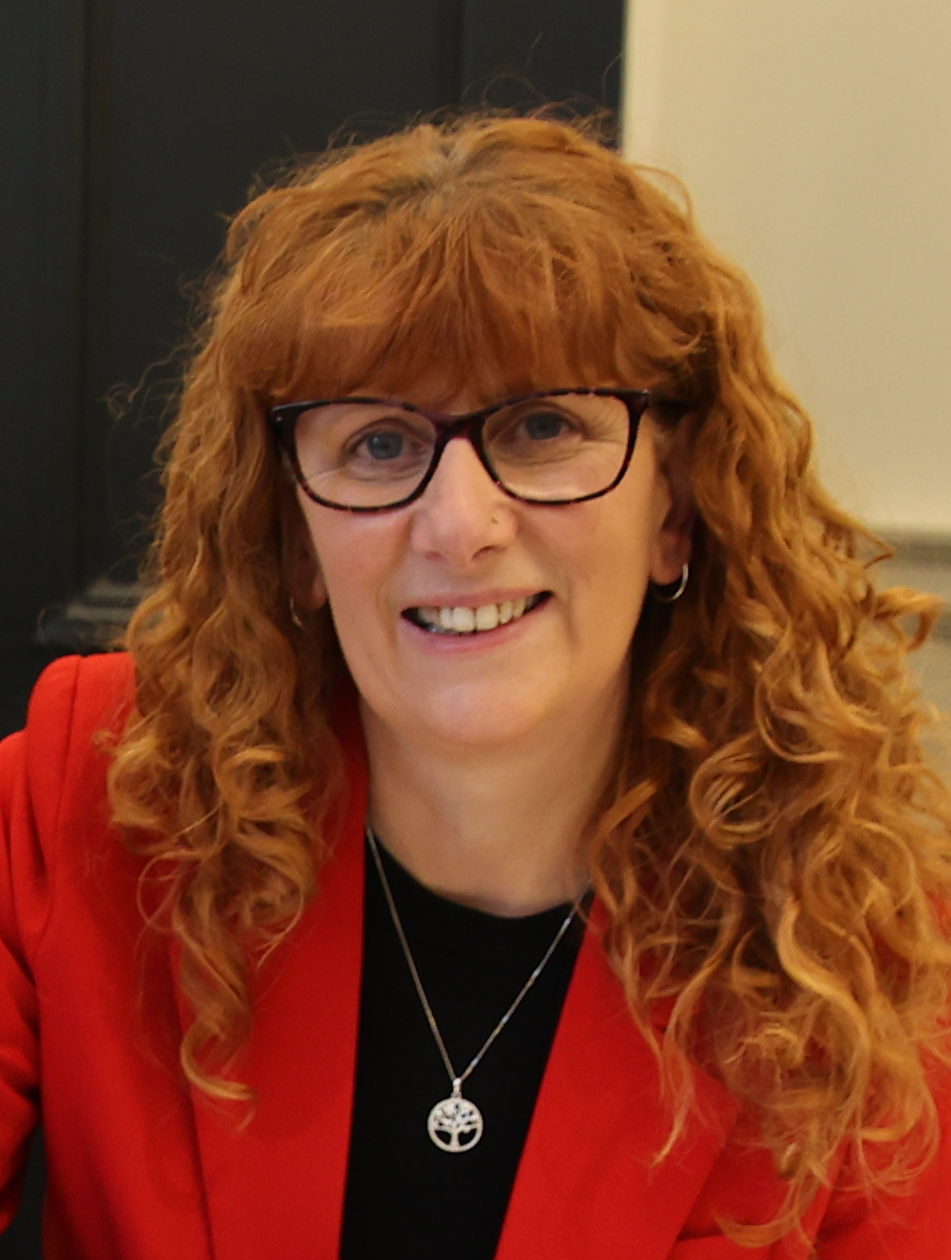
Donna McGettigan (2024)

Donna Deirdre McGettigan (* 1972 in Belfast, Nordirland, Vereinigtes Königreich von Großbritannien und Nordirland) ist eine irische Politikerin der Sinn Féin, die seit 2024 Abgeordnete im Dáil Éireann ist.

## Leben
Donna McGettigan wurde in Belfast geboren und zog mit ihren Eltern nach Shannon, als sie sechs Jahre als war. Mit 16 Jahren trat sie der Sinn Féin bei. Sie versuchte 2019 ohne Erfolg, in den Clare County Council gewählt zu werden. Sie rückte aber wenig später wegen des Tods eines Abgeordneten nach und wurde im Sommer 2024 gewählt.
Sie trat dann zu den Wahlen zum Dáil Éireann 2024 an und konnte im Wahlkreis Clare einen Sitz erringen.

## Privates
Donna McGettigan leidet unter Skoliose, ist aber passionierte Wanderin und Bergsteigerin. Sie war mit Noel Phelan verheiratet, der 2021 verstarb und mit dem sie ein Kind hatte.